# Peter F. Hamilton
Peter F. Hamilton (2 de março de 1960, Rutland, Inglaterra) é um autor britânico de obras de ficção científica, famoso por escrever space opera. Entre as suas obras, destaca-se a trilogia Night's Dawn.